# Oleg Fjodorowitsch Twerdowski
Oleg Fjodorowitsch Twerdowski (russisch Олег Фёдорович Твердовский, ukrainisch Олег Федорович Твердовський/Oleh Fedorowytsch Twerdowskyj; * 18. Mai 1976 in Donezk, Ukrainische SSR) ist ein russisch-ukrainischer Eishockeyspieler, der zuletzt beim HK Metallurg Magnitogorsk in der Kontinentalen Hockey-Liga unter Vertrag stand.

## Karriere
Oleg Twerdowski begann seine Karriere als Eishockeyspieler bei Krylja Sowetow Moskau, für dessen Profimannschaft er von 1992 bis 1994 in der höchsten russischen Spielklasse aktiv war. Anschließend wurde er im NHL Entry Draft 1994 in der ersten Runde als insgesamt zweiter Spieler von den Mighty Ducks of Anaheim ausgewählt. Nachdem er die wegen des Lockouts verkürzte Saison 1994/95 bei den Brandon Wheat Kings, die ihn im selben Jahr beim CHL Import Draft an insgesamt 35. Position gedraftet hatten, in der kanadischen Juniorenliga Western Hockey League begonnen hatte, spielte der Verteidiger eineinhalb Jahre lang für Anaheim in der National Hockey League. Die Saison 1995/96 beendete er bei den Winnipeg Jets. Das Franchise wurde im Sommer 1996 nach Phoenix im US-Bundesstaat Arizona umgesiedelt, wo der Ukrainer mit russischem Pass in den folgenden drei Jahren für die Phoenix Coyotes auf dem Eis stand.
Von 1999 bis 2002 spielte Twerdowski erneut für die Mighty Ducks of Anaheim in der NHL, ehe er in der Saison 2002/03 mit den New Jersey Devils erstmals den prestigeträchtigen Stanley Cup gewann. In den Finalspielen setzte sich der Linksschütze in der Best-of-Seven-Serie ausgerechnet gegen seinen Ex-Club aus Anaheim mit 4:3-Siegen durch. Im Anschluss an diesen Erfolg kehrte der Nationalspieler nach Russland zurück, wo er zwei Jahre lang für den HK Awangard Omsk in der Superliga auflief. Mit Omsk gewann er in der Saison 2003/04 zunächst die nationale Meisterschaft, bevor er 2005 auf internationaler Ebene mit Awangard im IIHF European Champions Cup erfolgreich war.
Für die Saison 2005/06 erhielt Twerdowski einen Vertrag bei den Carolina Hurricanes, mit denen er zum zweiten Mal in seiner Laufbahn den Stanley Cup gewinnen konnte. Es folgte ein weniger erfolgreiches Jahr bei den Los Angeles Kings und deren Farmteam aus der American Hockey League, den Manchester Monarchs. Ab 2007 stand der Olympiateilnehmer von 2002 für Salawat Julajew Ufa auf dem Eis, mit dem er in der Saison 2007/08 Russischer Meister wurde. Ab der Saison 2008/09 trat er mit der Mannschaft aus Ufa in der neu gegründeten Kontinentalen Hockey-Liga an, deren Meistertitel, den Gagarin Cup, er mit seiner Mannschaft in der Saison 2010/11 gewann. Im November 2011 wurde sein Vertrag in Ufa aufgelöst, woraufhin er wenig später zum Ligakonkurrenten HK Metallurg Magnitogorsk wechselte.

### International
Für Russland nahm Twerdowski an den U18-Junioren-Europameisterschaften 1993 und 1994, der Junioren-Weltmeisterschaft 1994 sowie den A-Weltmeisterschaften 1996, 2001, 2004 und 2009 teil. Des Weiteren stand er im Aufgebot Russlands bei den Olympischen Winterspielen 2002 in Salt Lake City sowie dem World Cup of Hockey 1996 und 2004.
Seine internationale Karriere wurde mit der Bronzemedaille bei den Olympischen Winterspielen 2002 und der Goldmedaille bei der Weltmeisterschaft 2009 gekrönt.

## Erfolge und Auszeichnungen
| - 1997 NHL All-Star Game - 2003 Stanley-Cup-Gewinn mit den New Jersey Devils - 2004 Russischer Meister mit dem HK Awangard Omsk - 2005 IIHF-European-Champions-Cup-Gewinn mit dem HK Awangard Omsk | - 2005 All-Star-Team des IIHF European Champions Cup - 2006 Stanley-Cup-Gewinn mit den Carolina Hurricanes - 2008 Russischer Meister mit Salawat Julajew Ufa - 2011 Gagarin-Cup-Gewinn mit Salawat Julajew Ufa |

### International
| - 1993 Silbermedaille bei der U18-Junioren-Europameisterschaft - 1994 Bronzemedaille bei der Junioren-Weltmeisterschaft - 1994 Silbermedaille bei der U18-Junioren-Europameisterschaft - 1994 All-Star-Team der Junioren-Europameisterschaft | - 1994 Bester Vorlagengeber der Junioren-Europameisterschaft - 2002 Bronzemedaille bei den Olympischen Winterspielen - 2009 Goldmedaille bei der Weltmeisterschaft |

## Karrierestatistik

### International
Vertrat Russland bei:
| - U18-Junioren-Europameisterschaft 1993 - U20-Junioren-Weltmeisterschaft 1994 - U18-Junioren-Europameisterschaft 1994 - Weltmeisterschaft 1996 - World Cup of Hockey 1996 | - Weltmeisterschaft 2001 - Olympischen Winterspielen 2002 - Weltmeisterschaft 2004 - World Cup of Hockey 2004 - Weltmeisterschaft 2009 |

(Legende zur Spielerstatistik: Sp oder GP = absolvierte Spiele; T oder G = erzielte Tore; V oder A = erzielte Assists; Pkt oder Pts = erzielte Scorerpunkte; SM oder PIM = erhaltene Strafminuten; +/− = Plus/Minus-Bilanz; PP = erzielte Überzahltore; SH = erzielte Unterzahltore; GW = erzielte Siegtore; 1 Play-downs/Relegation; Kursiv: Statistik nicht vollständig)